# Silene inaperta subsp. inaperta
Silene inaperta subsp. inaperta é uma subespécie de planta com flor pertencente à família Caryophyllaceae. 
A autoridade científica da subespécie é L., tendo sido publicada em Sp. Pl. 1: 419 (1753).

## Portugal
Trata-se de uma subespécie presente no território português, nomeadamente em Portugal Continental e no Arquipélago da Madeira.
Em termos de naturalidade é nativa das duas regiões atrás indicadas.

## Protecção
Não se encontra protegida por legislação portuguesa ou da Comunidade Europeia.